# 桑原秀範
桑原 秀範（くわばら ひでのり、1946年8月1日 - ）は、アマチュア野球選手、高校野球監督。元広島商業高校、堀越高校、穎明館高校野球部監督。広島県安佐郡川内村（現広島市安佐南区）出身。

## 経歴
広島商業高校では同期の藤田訓弘（元南海・阪神）、内田俊雄、2年下の三村敏之（元広島）らと打線の中軸を組む。1964年夏の甲子園県予選で準々決勝に進むが山陽高に敗退、甲子園には出場できなかった。1965年に法政大学に進学（野球部入部）。東京六大学野球リーグでは在学中3回優勝。松永怜一監督の下で田淵幸一、富田勝、山本浩司の「法政三羽ガラス」の後の六番打者として活躍し、エース山中正竹らと法政黄金時代を築いた。1968年春季リーグでベストナイン（一塁手）に選出される。同年の全日本大学野球選手権大会では、決勝で駒大を降し優勝を飾った。
卒業後、鐘淵化学（現カネカ）に入社し社会人野球（硬式野球部、兵庫県高砂市）でプレー。在籍7年間不動の四番打者として活躍、4度都市対抗野球大会に出場した。1970年の都市対抗では、エース谷村智啓を擁し準々決勝に進出するが、サッポロビールに敗退。鐘淵化学野球部は大河賢二郎（尽誠学園高校）、谷脇一夫（高知商業高校）、玉国光男（宇部商業高校）、北原光広（神港学園高校）、藤村雅美（育英高校）ら、著名な高校野球指導者を多数輩出したことでも知られる。
1975年現役を引退し、母校・広島商業高校コーチに就任。同年秋、迫田穆成前監督の辞任を受け監督就任。1977年夏、1979年夏、1981年夏と甲子園出場に導くが苦戦。甲子園戦術の変化に対応できず、緻密な野球は綻ぶ。解説の松永怜一から「広商はジレンマに陥っている」と指摘されもした。迎えた1982年夏、前年初戦で敗退したこともあって下馬評にも挙がらなかったが、3回戦で優勝候補で仲田幸司を擁する興南高校をワンチャンス2安打で降し試合巧者ぶりを発揮、波に乗った。エース池本和彦も甲子園に来て覚えたスライダーがよく切れ、準決勝では中京高校・野中徹博との投げ合いを1-0で勝利し決勝進出。相手は早稲田実業の荒木大輔を粉砕しセンセーショナルを巻き起こした蔦文也監督率いる池田高校だった。甲子園戦法の両極ともいえる対決が注目されたが、池田の圧倒的な打撃に2-12と粉砕された。接戦になるのではとの予想もあったが、パワー野球という甲子園新時代の引き立て役に回ることとなってしまった。しかし同年秋の国体では池田に3-1と雪辱して優勝した。
国体で優勝はしたものの、夏の大会大敗等の責任をとって同年辞任。「もう一度、無の状態からやり直したい」と精神修養道場に住み込むなどした。翌1983年田淵幸一の勧めもあって東京・堀越高校監督に就任。選抜準優勝の実績がある野球部ながら、この当時のレクリエーション程度の活動内容に困惑した。広島商時代と同様の猛練習を課すと、35人いた部員は8人となる。しかし気分転換に詩吟を取り入れるなど固定観念に囚われない桑原イズムは徐々に浸透し年々部員が増え、1988年堀越を春夏いずれも13年ぶりに甲子園出場に導く。在任15年で計5回同校を甲子園に出場させた。
1998年、兄弟校の穎明館高校監督就任。弱小だった同校を上位進出させるまでのチームに育てる。しかし、甲子園出場は成らず2007年退任。2009年8月10日、広島商監督に復帰したが、2011年夏の広島大会で同校49年ぶりとなる初戦敗退を喫し7月26日に退任した。
教え子の巨人・井端弘和が桑原の広島商時代の同期・内田俊雄が監督を務める亜細亜大学に進み、二人を恩師として挙げていることで知られている他に、永田利則、原英史、野村克則、岩隈久志らが教え子となる。

## 甲子園での成績
- 春：出場2回 1勝2敗
- 夏：出場7回 9勝7敗 準優勝（1982年夏）
- 通算：出場9回 10勝9敗 準優勝1回